# Lamer
Lamer és un terme col·loquial anglès aplicat a una persona que, a causa d'una falta de maduresa, de sociabilitat i/o d'habilitats tècniques, fa que sigui considerat un incompetent en una matèria o activitat específica, o dins d'un grup o comunitat. Aquest, a part, té temps suficient per aprendre sobre la matèria i/o activitat o adaptar-se al grup o comunitat en què se'l considera un lamer. En anglès s'aplica a multitud de contextos, però és per la proliferació de mitjans de comunicació per a ordinadors com ha arribat al nostre vocabulari, essent utilitzada principalment dins de l'àmbit d'Internet, o relacionat amb la informàtica i els videojocs. Aquest terme prové de l'argot "skater", en què es denominava lame (paralític) a aquelles persones les habilitats de les quals eren perilloses per a elles i pels altres. Això no implicava que fossin realment coixes, sinó que tenien poques aptituds. Així, aquest terme va començar posteriorment a utilitzar-se per nomenar aquelles persones considerades sense habilitats tècniques o intel·lectuals, essent definides com unes "paralítiques" en la matèria. Llavors, amb l'arribada dels butlletins electrònics es va començar a estendre l'ús d'aquesta expressió per nomenar als incompetents en l'ús i el maneig dels xats, fòrums i grups de notícies; posteriorment també fou usat per indicar la persona que no sabia utilitzar correctament els programes i opcions de l'ordinador, i la que presentava poques habilitats per jugar a videojocs. Igualment, depenent del context, van aparèixer termes oposats a lamer, com: elit o leet (vegeu llenguatge leet), gosu, etc. D'aquesta manera lamer va acabar essent el nom estàndard per aquells incompetents enfront d'altres persones que sí que presentaven més habilitats o coneixements sobre un tema específic, referent a una matèria, activitat, o sobre un grup o comunitat; i/o per indicar a aquelles persones que creuen tenir més habilitats o coneixements que els que tenen realment. Hem de tenir en compte qu aquest tipus de persona, a diferència del newbie, ha tingut un temps més que suficient per arribar a comprendre el tema i/o integrar-se degudament al grup o comunitat.

## Usos del terme lamer
Típicament el terme lamer s'aplica a: 
- Usuaris de programes informàtics, que són:
  - Persones que presumeixen de pirates informàtics o furoners i tan sols intenten utilitzar programes de fàcil maneig creats per autèntics furoners, sense obtenir els resultats que pretenien tot i arribar a perjudicar-se a ells mateixos.
  - Persones que no tenen habilitats per manejar programes bàsics o coneguts d'ordinador o qualsevol altre aparell digital (per exemple aparells cel·lulars).

- Usuaris d'Internet, en particular usuaris de xats, fòrums, blogs, wikis, llistes de correu i altres mitjans de comunicació electrònica, que són:
  - Persones que realment es creuen ser uns entesos o tenir grans coneixements, sent en realitat uns ineptes en la matèria.
  - Persones amb la intenció de molestar als altres usuaris (per exemple els troll).
  - Persones amb poc respecte a l'autoritat i als moderadors en mitjans de comunicació com xats i fòrums.
  - Persones que no entenen les regles dels xats, fòrums, blogs... tot i ser-ne usuaris des de fa temps.
  - Persones que en les xarxes P2P, són considerades usuaris leechers, ja que només es baixen fitxers i no comparteixen mai res (per exemple tanquen el programa en finalitzar les seves baixades).
  - Persones que en el món del P2P però sobretot el del P2M, comparteixen fitxers pujats per altres persones com si fossin els seus propis fitxers, sense demanar permís a l'autor i, a vegades, només canviant el nom del fitxer.

- Usuaris de videojocs, que són:
  - Persones que no tenen habilitats en els videojocs, tot i haver-hi jugat un temps més que suficient per conèixer-se'ls.
  - Persones que en els jocs en línia són considerades unes cheaters, ja que utilitzen trucs o trampes per vèncer altres jugadors.
  - Persones que arruïnen partides de jocs en línia o multijugador com Quake o Counter-Strike, per exemple bloquejant a altres jugadors, matant a companys d'equip (teamkiller), etc.